# Vohančice (zámek)
Zámek Vohančice se nachází na návsi obce Vohančice v okrese Brno-venkov. Je chráněn jako kulturní památka České republiky.
V obci se nacházela dřevěná tvrz, kterou po požáru nechal Karel Berger z Bergu nahradit v letech 1596–1600 jednopatrovým jednokřídlým renesančním zámkem. V 17. století byl zámek v držení pánů de Castro, kteří jej přestavěli do barokní podoby – postavili na severní straně dvora nové jednopatrové křídlo, obě stavby propojili východním spojovacím křídlem s průjezdem k hospodářskému zázemí, takže zámek dostal půdorys písmene U. Dvůr byl na východě, směrem do návsi, uzavřen zdí s bránou. Od roku 1700 vlastnilo zámek město Brno, které jej využívalo jako obydlí pro úředníky a nájemce a jako správní středisko hospodářství. Po roce 1948 připadl místnímu JZD, po roce 1989 byl navrácen Brnu, které jej prodalo soukromému majiteli.

## Galerie

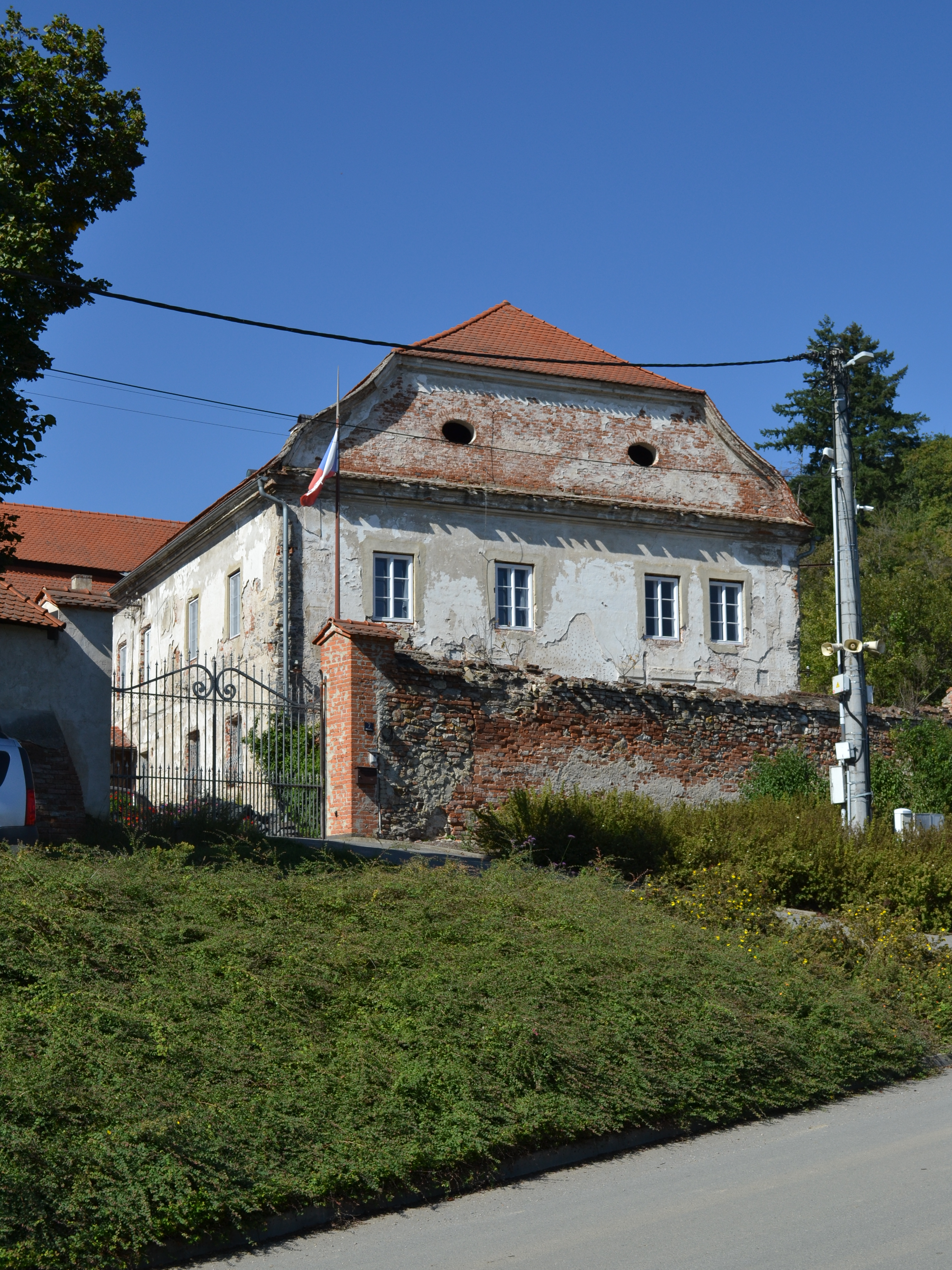
Severní křídlo
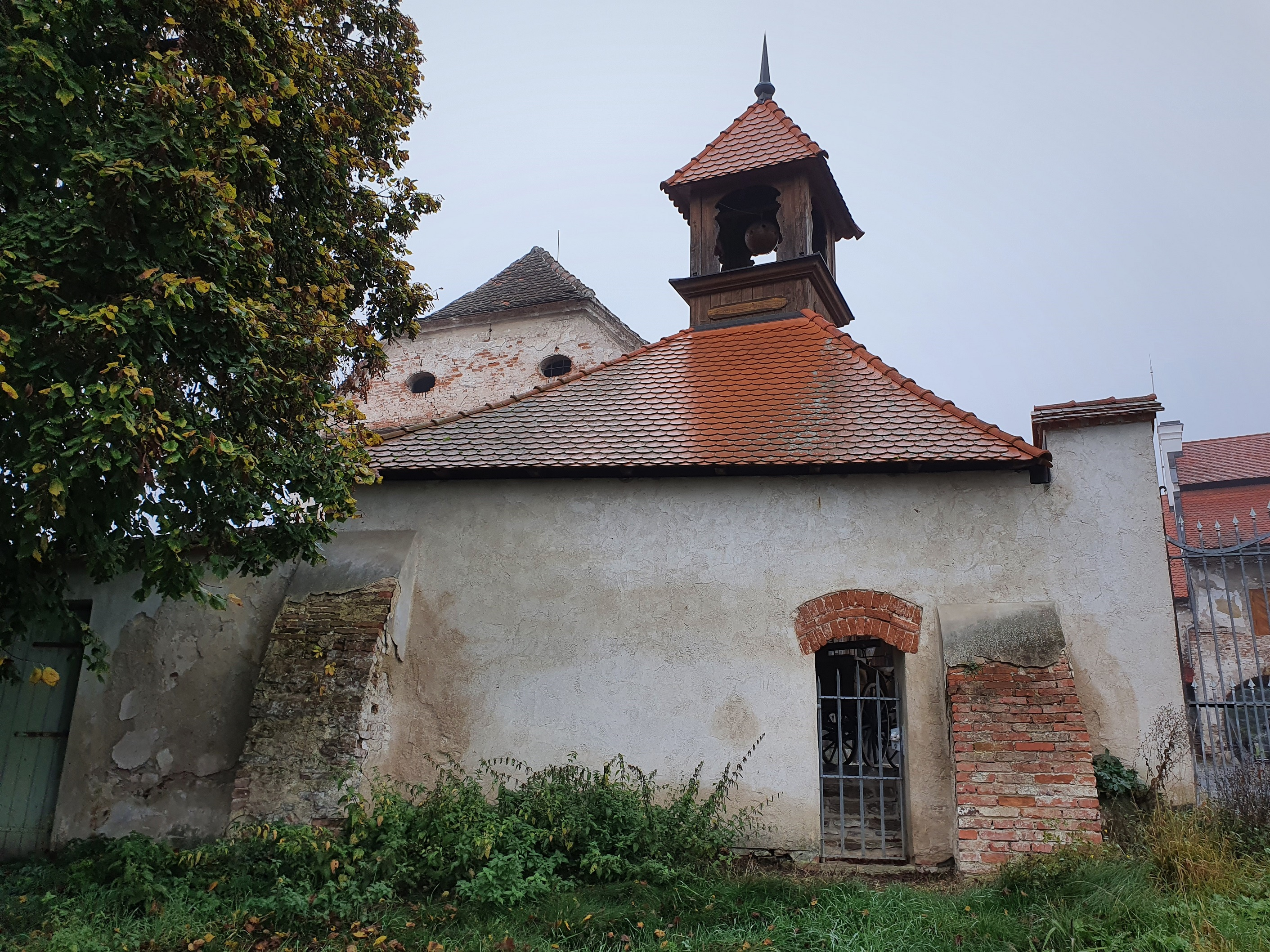
Zvonice
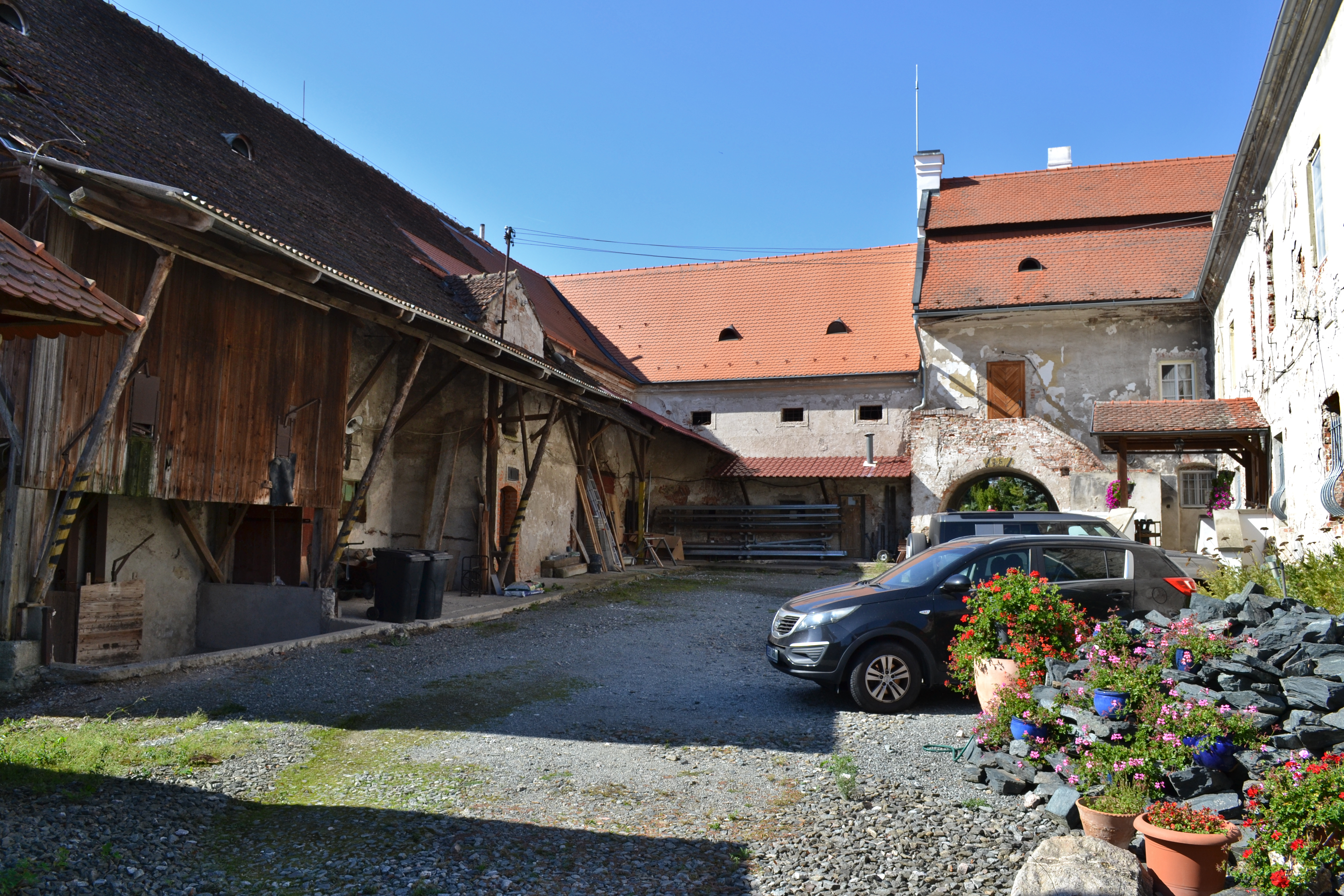
Dvůr